# (2242) Balaton
(2242) Balaton (1936 TG) – planetoida z grupy pasa głównego asteroid okrążająca Słońce w ciągu 3,28 lat w średniej odległości 2,21 au. Odkryta 13 października 1936 roku.